# Раджендра Раї Кумар
Раджендра Раї Кумар (англ. Rajendra Rai Kumar; нар. 4 березня 1941) — індійський дипломат. Надзвичайний і Повноважний Посол Індії в Україні (1995—1997). Постійний представник Індії в Економічній і соціальні комісії для Азії і Тихого океану (ЕСКАТО-ESCAP).

## Життєпис
5 липня 1965 року на дипломатичній службі Індії, аташе, секретар.
З 1968 року — третій секретар посольства в Рабаті (Марокко).
З 24 грудня 1981 по 1988 рр. — посол в Кіншаса (Конго)
З вересня 1989 по 1992 рр. — Генеральний консул Індії в Нью-Йорку.
З листопада 1992 по лютий 1995 — Надзвичайний і Повноважний Посол Індії у Хартумі, Судан
З 1995 по 1997 рр. — Надзвичайний і Повноважний Посол Індії в Україні, Вірменії та Грузії з акредитацією у Єревані.
З 1998 по 2001 рр. — Надзвичайний і Повноважний Посол Індії у Бангкоку, Таїланд